# Diaphania aroalis
Diaphania aroalis is een vlinder uit de familie van de grasmotten (Crambidae), uit de onderfamilie van de Spilomelinae. De wetenschappelijke naam van deze soort is voor het eerst voorgesteld als Margaronia aroalis door William Schaus in een publicatie uit 1920.
De soort komt voor in Venezuela.